# Amber moon
Amber moon är en sorts cocktail består av antingen vodka eller whisky, till det tillsätts tabasco och rå ägg. Drycken anses vara botemedel mot baksmälla eller åtminstone lindra baksmälla. Det finns dock inga vetenskapliga bevis som visar att stämmer.